# Resident Evil: Death Island
Resident Evil: Death Island is een Japanse computeranimatiefilm uit 2023, geregisseerd door Eiichirō Hasumi en geschreven door Makoto Fukami. De hoofdrollen zijn ingesproken door Kevin Dorman, Matthew Mercer, Erin Cahill, Nicole Tompkins, Cristina Vee en Salli Saffioti. De alternatieve (Japanse) titel van deze film is Biohazard: Death Island.

## Verhaal
Death Island is een direct vervolg op de film Resident Evil: Vendetta (2017) en de televisieserie Resident Evil: Infinite Darkness uit 2021, en speelt zich af in de tijd tussen Vendetta en Resident Evil 7: Biohazard. Het verhaal bevat een groot deel van de hoofdpersonen uit de gameserie: Chris Redfield, Jill Valentine, Leon S. Kennedy, Claire Redfield en Rebecca Chambers. Het evenement vindt plaats op het gevangeniseiland Alcatraz in Californië.

## Stemverdeling
- Nicole Tompkins - Jill Valentine
- Kevin Dorman - Chris Redfield
- Matthew Mercer - Leon S. Kennedy
- Stephanie Panisello - Claire Redfield
- Erin Cahill - Rebecca Chambers
- Salli Saffioti - Ingrid Hunnigan
- Cristina Vee - Maria Gomez
- Daman Mills - Dylan Blake
- Frank Todaro - Antonio Taylor
- Lucien Dodge - JJ

## Release en ontvangst
Resident Evil: Death Island ging op 22 juni 2023 in wereldpremière in Singapore. De film kreeg gemengde kritieken van de filmcritici, met een score van 63% op Rotten Tomatoes, gebaseerd op 8 beoordelingen.